# Pholcus spasskyi
Pholcus spasskyi är en spindelart som beskrevs av Brignoli 1978. Pholcus spasskyi ingår i släktet Pholcus och familjen dallerspindlar.
Artens utbredningsområde är Turkiet. Inga underarter finns listade i Catalogue of Life.